# Conclave de 1740
El conclave papal de 1740, convocat després de la mort del papa Climent XII el 6 de febrer de 1740, va ser un dels conclaves més llargs des del segle xiii (s'estengué entre el 18 de febrer i el 17 de d'agost de 1740).
El favorit inicial per tenir succeir-lo com a Papa, l'ancià Pietro Ottoboni (1667-1740), degà del Col·legi Cardenalici, va morir poc després del començament del conclave, i els cardenals lleials a la Casa de Borbó proposaren en repetides ocasions Pompeo Aldrovandi, però al final va haver d'acceptar que no podria assegurar-se dos terços dels vots.
Després de sis mesos, altres possibles candidats també havien caigut, i Prospero Lambertini, arquebisbe de Bolonya, que havia creat cardenal el 9 de desembre de 1726, va ser elegit. Es va convertir en el 247è papa de la Santa Església Romana, prenent el nom de Benet XIV.

## El conclave
El conclave va començar el 18 de febrer de 1740, després de l'enterrament de Climent XII, i es va perllongar durant sis mesos.
El cardenal Acquaviva d'Aragona va presentar el veto del rei Felip V d'Espanya contra l'elecció de Pier Marcelino Corradini.
Al principi, només trenta-dos cardenals van entrar al conclave, i s'esperava que l'ancià Pietro Ottoboni (1667-1740), cardenal durant més de cinquanta anys i degà del Sacre Col·legi de Cardenals, seria l'escollit per succeir Climent XII. No obstant això, l'oposició a Ottoboni s'aixecà a causa de la seva relació protectora amb França. Després d'uns dies en què va estar greument malalt, abandonà el conclave el 25 de febrer, i va morir el 29 de febrer. El lloc d'Ottoboni com a Degà va ser ocupat per Tommaso Ruffo, vicedegà del Sacre Col·legi.
A mesura que més cardenals van arribar a Roma i van entrar al conclave, un grup francesos van formar una aliança amb els cardenals austríacs i amb els espanyols de Nàpols i Toscana. Els cardenals fidels als Borbons van proposar el nom de Pompeo Aldrovandi, però es va quedar curt d'aconseguir la majoria de dos terços necessària. Durant quaranta dies, la seva candidatura va ser votada sense èxit abans que es va fer evident que no podia ser elegit.
Hi va haver una considerable i prolongada confusió, amb una sèrie de noms, cap dels quals no va aconseguir el nivell necessari de suport. Després d'una llarga deliberació, el cardenal Lambertini, un advocat canònic, va ser proposat com a candidat de compromís, i es diu que va dir que el Col·legi Cardenalici «Si voleu triar un sant, trieu Gotti; un home d'Estat, Aldrovandi; un home honest, jo.» Això sembla que va ajudar a la seva causa, que també es va beneficiar de la seva reputació de gran coneixement, dolçor, saviesa i conciliació en la política.

### L'elecció de Benet XIV

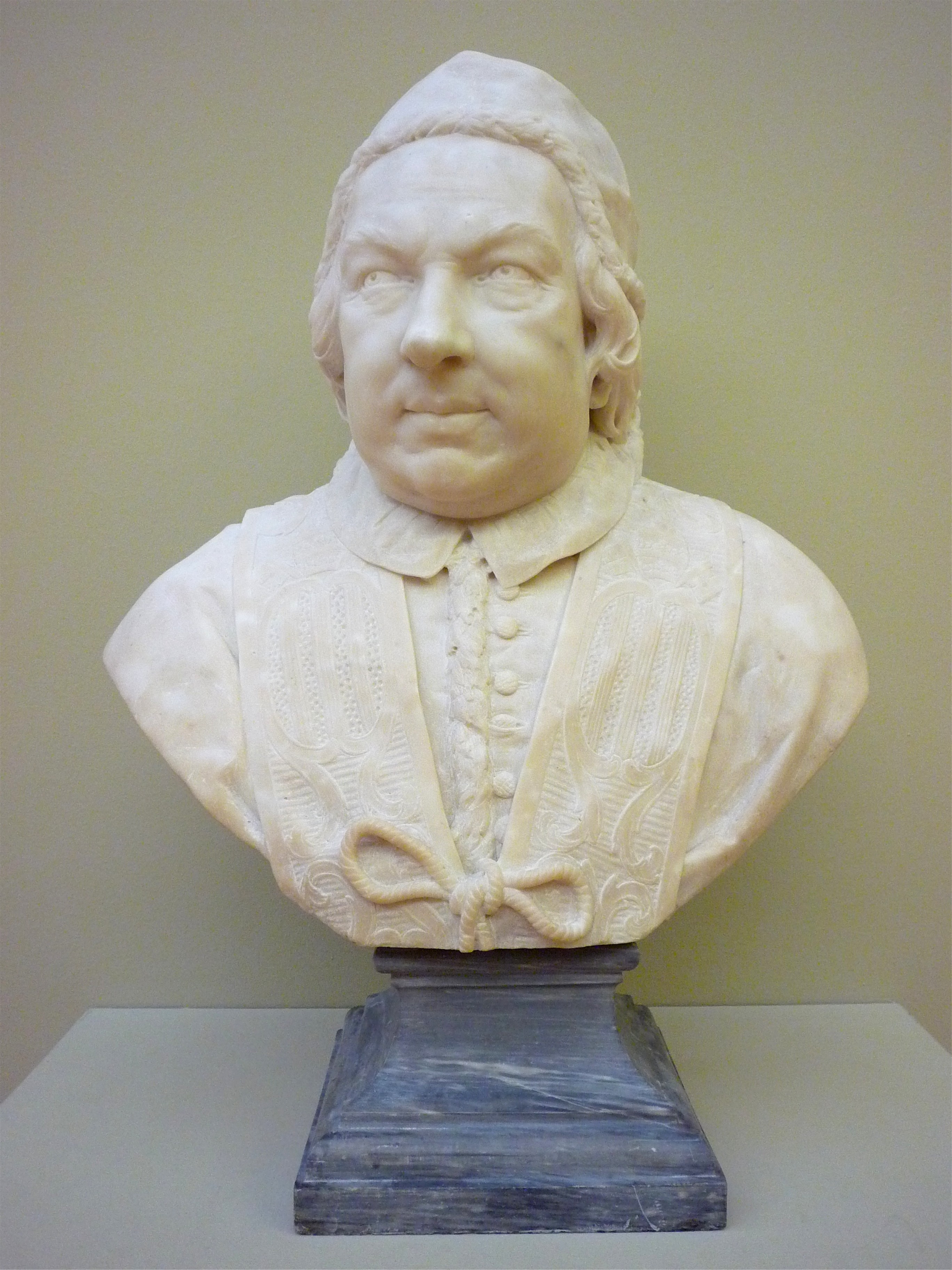
Benet per Bracci

En les paraules d'un historiador, el Col·legi Cardenalici va ser «... massa sensible de la seva pròpia debilitat per córrer el risc d'ofendre les corts veïns, Per fi es fixaren sobre un home que era almenys poc probable que fos ofensiu, com no ho havia estat mai en la seva vida dedicada als assumptes diplomàtics, ja fos com ambaixador o nunci. Aquest va ser Prospero Lambertini, originari de Bolonya.»
El 17 d'agost a la tarda, Lambertini va ser triat papa, rebent més vots dels dos terços necessaris dels cinquanta-un cardenals presents. Lambertini va acceptar la seva elecció i va prendre el nom de Benet XIV en honor del seu amic i patró, el papa Benet XIII.
Estava molt lluny de l'elecció papal més llarga en la història, un "honor" que pertany al llegendari conclave de 1268-1271 que durà gairebé tres anys, en comparació amb els més de dos anys per a la de 1292-1294 i gairebé un any per al de 1287-1288, però va durar uns pocs dies més que el conclave de 1277.
Benet va ser coronat uns dies més tard al balcó de la basílica del Vaticà. El jove Horace Walpole, que es trobava a Roma aquells dies, va intentar assistir a la coronació, però va renunciar perquè va trobar l'espera interminable. Ell va escriure al seu amic i cosí Conway «Lamento haver-me perdut la vista de la coronació del Papa, però em podria haver esperat per veure-ho fins a haver estat prou gran com per ser jo mateix el Papa.»

## Formació del Col·legi de Cardenals

### Cardenals participants en el conclave
Dels seixanta-vuit cardenals que vivien a la mort del papa Climent XII, quatre van morir durant el període de sede vacante i cinquanta-un van prendre part en la votació definitiva:
- Pietro Ottoboni (1667–1740), creat cardenal el 7 de novembre de 1689, bisbe d'Òstia i Velletri, Degà del Sacre Col·legi Cardenalici; va posar-se malalt durant el conclave, abandonant-lo el 25 de febrer, i morint el 29 de febrer de 1740.[2]
- Tommaso Ruffo (1663–1753), cardenal des del 17 de maig de 1706, bisbe de Porto i Santa Rufina; succeí Ottoboni com a Degà.
- Annibale Albani (1682–1751), cardenal des del 23 de desembre de 1711, bisbe de Sabina
- Lodovico Picco della Mirandola (1668–1743), cardenal des del 18 de maig de 1712, bisbe d'Albano
- Pier Marcelino Corradini (1658–1743), cardenal des del 18 de maig de 1712, bisbe de Frascati
- Armand Gaston Maximilien de Rohan (1674–1749), cardenal des del 18 de maig de 1712, bisbe d'Estrasburg
- Carlo Maria Marini (1677–1747), cardenal des del 29 de maig de 1715
- Thomas Philip Wallrad de Hénin-Liétard d'Alsace (1679–1759), cardenal des del 29 de novembre de 1719, arquebisbe de Mechelen
- Luis Antonio Belluga y Moncada (1662–1743), cardenal des del 29 de novembre de 1719
- Alessandro Albani (1692–1779), cardenal des del 16 de juliol de 1721
- Giambattista Altieri el jove (1673–1740), cardenal des de l'11 de setembre de 1724, bisbe de Palestrina. Va morir durant el conclave, el 12 de març de 1740, d'una apoplèxia, havent patit un atac tres anys abans.[13]
- Vincenzo Petra (1662–1747), cardenal des del 20 de novembre de 1724
- Niccolò Coscia (1682–1755), cardenal des de l'11 de juny de 1725
- Niccolò del Giudice (1660–1743), cardenal des de l'11 de juny de 1725
- Angelo Maria Quirini (1680–1755), cardenal des del 9 de desembre de 1726, bisbe de Brescia.
- Francesco Antonio Finy (1669–1743), cardenal des del 9 de desembre de 1726
- Prospero Lambertini (1675–1758), cardenal des del 9 de desembre de 1726, arquebisbe de Bolonya; elegit papa
- Niccolò Maria Lercari (1675–1757), cardenal des del 9 de desembre de 1726
- Sigismund von Kollonitsch (1677–1751), cardenal des del 26 de novembre de 1727, arquebisbe de Viena
- Philip Ludwig von Sinzendorf (1699–1747), cardenal des del 26 de novembre de 1727, bisbe de Györ
- Vincenzo Ludovico Gotti (1664–1742), O.P., cardenal des del 30 d'abril de 1728
- Pierluigi Carafa the younger (1677–1755), cardenal des del 20 de setembre de 1728
- Giuseppe Accoramboni (1672–1747), cardenal des del 20 de setembre de 1728
- Camillo Cibo (1681–1743), cardenal des del 23 de març de 1729
- Francesco Borghese (1697–1759), cardenal des del 6 de juliol de 1729
- Carlo Vincenzo Ferreri O.P. (1682–1742), cardenal des del 6 de juliol de 1729, bisbe d'Alexandria.
- Neri Maria Corsini (1685–1770), cardenal des del 14 d'agost de 1730
- Bartolomeo Massei (1663–1745), cardenal des del 2 d'octubre de 1730
- Bartolomeo Ruspoli (1697–1741), cardenal des del 2 d'octubre de 1730
- Vincenzo Bichi (1668–1750), cardenal des del 24 de setembre de 1731
- Giuseppe Firrao (1670–1744), cardenal des del 24 de setembre de 1731, bisbe d'Aversa.
- Antonio Saverio Gentili (1681–1753), cardenal des del 24 de setembre de 1731
- Giovanni Antonio Guadagni, O.C.D. (1674–1759), cardenal des del 24 de setembre de 1731, bisbe d'Arezzo.
- Troiano Acquaviva d'Aragona (1695–1747), cardenal des de l'1 d'octubre de 1732
- Agapito Mosca (1678–1760), cardenal des de l'1 d'octubre de 1732
- Domenico Riviera (1671–1752), cardenal des del 2 de març de 1733
- Marcello Passeri (1678–1741), cardenal des del 28 de setembre de 1733
- Giovanni Battista Spinola (1681–1752), cardenal des del 28 de setembre de 1733
- Pompeio Aldrovandi (1668–1752), cardenal des del 24 de març de 1734
- Pietro Maria Pieri, O.S.M. (1676–1743), cardenal des del 24 de març de 1734
- Giacomo de Lanfredini (1680–1741), cardenal des del 24 de març de 1734
- Giuseppe Spinelli (1694–1763), cardenal des del 17 January 1735, arquebisbe de Nàpols.
- Henri-Osvald de la Tour d'Auvergne de Bouillon (1671–1747), cardenal des del 20 de desembre de 1737, arquebisbe de Vienne
- Rainiero d'Elci (1670–1761), cardenal des del 20 de desembre de 1737, arquebisbe de Ferrara.
- Carlo Rezzonico el vell (1693–1769), cardenal des del 20 de desembre de 1737; posteriorment Papa Climent XIII
- Domenico Passionei (1682–1761), cardenal des del 23 de juny de 1738
- Silvio Valenti Gonzaga (1690–1756), llegat a Bolonya, cardenal des del 19 de desembre de 1738
- Carlo Gaetano Stampa (1667–1742), cardenal des del 23 de febrer de 1739, arquebisbe de Milà
- Pierre-Guérin de Tencin (1680–1758), cardenal des del 23 de febrer de 1739, arquebisbe d'Embrun
- Marcellino Corio (1664–1742), cardenal des del 15 de juliol de 1739
- Carlo Maria Sacripante (1689–1758), cardenal des del 30 de setembre de 1739
- Prospero Colonna (1672–1743), cardenal des del 30 de setembre de 1739

### Cardenals absents al conclave
Catorze cardenals no van participar en el conclave:
- Lorenzo Altieri (1671-1741), cardenal des del 13 de novembre de 1690, germà del cardenal Giambattista Altieri (1673–1740), que morí durant el conclave.
- Nuno da Cunha e Ataíde (1664-1750), cardenal des del 18 de maig de 1712; viatjà a Roma pel conclave, però arribà després que s'hagués elegit el Papa Innocenci XIII; no participa en els conclaves de 1724, 1730, o 1740.[14]
- Melchior de Polignac (1661–1742), cardenal francès, diplomàtic i poeta
- Benedetto Erba Odescalchi (1679-1740), cardenal des del 30 de gener de 1713, arquebisbe de Milà, abandonà el govern de la seva arxidiòcesi el 1736 a causa d'uma apoplexia, i morí el 13 de desembre de 1740.[15]
- Giulio Alberoni (1664–1752), cardenal italià I estadista al servei de Felip V d'Espanya
- Léon Potier de Gesvres (1656-1744), cardenal des del 29 de novembre de 1719 i arquebisbe de Bourges des de 1694; mai no viatjà a Roma per rebre el capell vermell i mai no participà en cap conclave.[16]
- Damian Hugo Philipp von Schönborn, bisbe d'Espira i Constança
- André-Hercule de Fleury (1653–1743), conseller primer de Lluís XV de França
- João da Mota e Silva (1685-1747), cardenal des del 26 de novembre de 1727; mai no va anar a Roma; des de 1736 va ser el principal conseller de Joan V de Portugal.[17]
- Infante Lluís, Comte de Chinchón (1727–1785), Infant d'Espanya; fill petit de Felip V d'Espanya, i cardenal des del 19 de desembre de 1735, quan només tenia 8 anys, rebé el birret vermell a Madrid el 1736; en començar el conclave només tenia 12 anys.[18]
- Joseph Dominicus von Lamberg, bisbe de Passau.
- Tomás de Almeida, patriarca de Lisboa.
- Gaspar de Molina y Oviedo, O.E.S.A., bisbe de Málaga.
- Jan Aleksander Lipski (1690-1746), cardenal des del 20 de desembre de 1737, bisbe de Cracòvia; mai no va anar a Roma per rebre el capell vermell.